# Урдокс
Урдокс — электронный компонент, использовавшийся в ламповой электронной аппаратуре для ограничения бросков тока в момент включения аппарата (например, защиты нитей накала от перегорания, защиты электролитических конденсаторов и т. п.). Представляет собой терморезистор с отрицательным температурным коэффициентом сопротивления, первоначально изготавливавшийся на основе диоксида урана. Название Urdox (от нем. Urandioxid — «диоксид урана») являлось товарным знаком компании Osram.
Уран в урдоксах использовался приблизительно до 1934 года, потом его заменили на состав из оксидов магния, алюминия и титана. Поэтому до наших дней дожило мало радиоактивных урдоксов.

## Принцип действия
Нити накала обычно изготавливаются из вольфрама или вольфрамовых сплавов, имеющих, как и большинство других металлов, положительный температурный коэффициент сопротивления (ТКС). Поэтому в момент включения в холодном состоянии их сопротивление мало́. В момент приложения напряжения накала через них может пойти большой ток, и нить накала может перегореть. Урдокс в холодном состоянии имеет большое сопротивление. Включенный последовательно с нитью накала урдокс сначала ограничивает ток; по мере разогрева его сопротивление падает, а сопротивление нити накала растёт. В итоге после прогрева аппарата бо́льшая часть напряжения накала будет падать на нити накала, а не на урдоксе (нормальный режим работы).
Часто комбинировался в одном вакуумном баллоне с бареттером (стабилизатором тока).